# Johannes Eckert (Stadtoriginal)
Johannes Eckert (* 2. Februar 1888 in Bergen; † 12. Februar 1959 in Frankfurt-Seckbach) war ein deutsches Original aus Frankfurt. Er war seiner Zeit als das „Seckbächer Schaache“ bekannt (Aussprache: Schaa mit nasalem a, von frz. Jean, also „Jeanchen“).

## Aussehen und Wirken
Knapp 1,50 m klein, schmächtig und mit Fistelstimme war er meist gut gelaunt, konnte aber auch laut schimpfen, was aber auch lustig wirkte. Er war immer dort unterwegs, wo etwas gefeiert wurde, bei allen Volksfesten wie z. B. der Karlinchenkerb, der Frankfurter Dippemess und dem Wäldchestag, wurde aber auch zu Familienfeiern eingeladen und stand stets im Mittelpunkt, wenn er auf dem Tisch stehend lustige Gedichte vortrug.
Zu seiner Ausstattung gehörte immer die „Kreissäge“, eine Fliege, ein Spazierstock sowie eine große Blume am Revers. Begraben liegt er auf dem Bornheimer Friedhof in der Dortelweiler Straße.